# Medina elongata
Medina elongata är en tvåvingeart som först beskrevs av Robineau-desvoidy 1830.  Medina elongata ingår i släktet Medina och familjen parasitflugor. Inga underarter finns listade i Catalogue of Life.